# Bilady, Bilady, Bilady
Bilady, Bilady, Bilady (Moja domovina, moja domovina, moja domovina) je državna himna Egipta. Napisal in uglasbil jo je Sajed Darviš, himna je postala 1979.
| بلادى، بلادى، بلادى لك حبي و فؤادي بلادى، بلادى، بلادى لك حبي و فؤادي مصر يا أم البلاد أنت غايتي والمراد و على كل العباد كم لنيلك من أياد مصر أنت أغلى درة فوق جبين الدهر درة يا بلادي عيشي حرّة واسلمي رغم الأعاد بلادى، بلادى، بلادى لك حبي و فؤادي | Refren: Biladi biladi biladi Lakihubbi wa fuadi Biladi biladi biladi Lakihubbi wa fuadi Misr ya umm al bilad Inti ghayati wal murad Wa alla ku il ibad Kam lineelik min ayadi Refren Misr intiaghla durra Fawq gabeen addahr ghurra Ya biladi aishihurra Wa asadi raghm al adi. Refren Misr awladik kiram Aufiya yaruzimam Saufa takhti bilmaram Bittihadhim waittihadi. Refren(brez ponovitev) | Refren: Moja domovina, moja domovina, moja domovina, moja ljubezen in srce sta s tabo. Moja domovina, moja domovina, moja domovina, moja ljubezen in srce sta s tabo. Egipt! Mati vseh dežel, ti si moj up in moja želja. Kako lahko človek prešteje darila Nila človeštvu? Refren Egipt! Najdražji dragulj, bleščeč se na loku večnosti! Domovina moja, svobodna bodi večno, varna pred sovražniki! Refren Egipt! Častni so tvoji sinovi, zvesti, varuhi tvoje zemlje. V vojni in miru življenja darujemo zate. Refren(brez ponovitev) |